# V″jačeslav Šarpar
Vjačeslav Volodymyrovyč Šarpar (in ucraino Шарпар В'ячеслав Володимирович?; Dnipro, 2 giugno 1987) è un ex calciatore ucraino, di ruolo centrocampista.

## Palmarès

### Club

#### Competizioni nazionali
- Campionato lettone: 1

Riga FC: 2020